# New Zealand Open 1988
Die New Zealand Open 1988 (auch New Zealand International 1988) im Badminton fanden in der Waitemata Badminton Hall in Auckland statt.

## Finalergebnisse
| Disziplin    | Sieger                        | Finalist                      | Ergebnis           |
| ------------ | ----------------------------- | ----------------------------- | ------------------ |
| Herreneinzel | Philip Horne                  | Kerrin Harrison               | 10–15, 15–12, 15–6 |
| Dameneinzel  | Toni Whittaker                | Katrin Lockey                 | 11–3, 7–11, 11–4   |
| Herrendoppel | Kerrin Harrison Glenn Stewart | Kevin Ross Ryan Whittle       | 15–3, 15–8         |
| Damendoppel  | Jane Clarke Toni Whittaker    | Lynne Bignell Katrin Lockey   | 15–3, 15–1         |
| Mixed        | Graeme Robson Toni Whittaker  | Kerrin Harrison Katrin Lockey | 15–12, 15–4        |